# Lorrie Morgan
Lorrie Morgan, geboren als Loretta Lynn Morgan (Nashville, 27 juni 1959), is een Amerikaanse countryzangeres.

## Carrière
Als dochter van de country-muzikant en Grand Ole Opryster George Morgan (1924-1975) kwam Morgan als vroeg in aanraking met de muziekbusiness. Op 13-jarige leeftijd stond ze voor de eerste keer op het podium van de Grand Ole Opry. Voor haar song Paper Roses werd ze gevierd met staande ovaties, een bepalend moment voor de jonge zangeres. Na de vroege dood van haar vader probeerde ze met muzikanten uit diens voormalige begeleidingsband zijn carrière te vervolgen. Een jarenlang optreden in het clubcircuit begon.
Uiteindelijk verhuisde ze naar Nashville, waar ze als songwriter en demozangeres bij de gerenommeerde Acuff Rose-uitgeverij kon beginnen. Bij Hickory Records werden vanaf 1979 enkele singles opgenomen, die zich konden plaatsen in de onderste regionen van de top 100. Op elektronische wijze werd het duet I'm Completely Satisfied With You met haar overleden vader geproduceerd, dat de countryhitlijst haalde (#93). Ofschoon ze inmiddels regelmatig optrad in de Grand Ole Opry, ging haar carrière nauwelijks voorwaarts. Pas in 1988 kreeg ze een platencontract bij RCA Records.
Haar eerste album Leave The Light On verscheen in 1989. Meerdere singles van dit album konden zich plaatsen in de top 10 en top 20. Met Five Minutes lukte haar in 1990 de eerste nummer 1-hit. Een samen met haar man opgenomen song werd door de Country Music Association onderscheiden als Vocal Event of the Year. Haar carrière ging daarna bergopwaarts. Haar tweede album Something in Red bracht haar de definitieve commerciële doorbraak. Het bleef meer dan een jaar in de country-albumhitlijst en werd onderscheiden met platina. De single What Part Of No werd een nummer 1-hit. Het succes werd met het opvolgende album herhaald. Het bij BNA Records geproduceerde Watch Me werd met platina bekroond en de titelsong werd ook een nummer 1-hit in de countryhitlijst.
Ook haar volgende albums bereikten hoge hit-klasseringen, maar de singles waren minder succesvol. Het duurde tot 1995, tot ze met I Didn't Know My Own Strength opnieuw een nummer 1-hit kon plaatsen. In 1996 coverde ze met The Beach Boys de hit Don't Worry Baby voor het album Stars and Stripes Vol. 1. 
Ook haar volgende albums en singles waren succesvol, ook toen de vroegere verkoopcijfers niet meer konden worden gehaald. In 2007 produceerde Morgan met haar man Jon Randall een gezamenlijk duet-album, dat Morgans tot dan toe laatste top 40-hit He Drinks Tequila bevatte. Daarna verloor de zangeres haar langlopende contracten bij BNA/RCA en tekende ze bij het onafhankelijke label Image Records. De volgende albums flopten echter. In 2006 had ze een kort optreden op het album van Barbara Mandrell. Het tot dan toe laatste album A Moment in Time werd in oktober 2009 uitgebracht bij Stroudavarious Records en bevat 14 coverversies van traditionele countryhits. In 2010 speelde ze op Broadway de rol van Lula in de show Pure Country. 
Op 21 en 22 juni 2011 gaf ze bij haar eerste bezoek aan Duitsland een concert in de Four Courners Music Hall in Untermeitingen. 
Sinds 2009 treedt ze samen op met Pam Tillis, de dochter van de countryzanger Mel Tillis. Tot dusver ontstonden de twee albums Grits And Glamour: Dis Divas (2013) en Come See Me and Come Lonely (2017). Beiden gaan samen op tournee.

## Privéleven
Haar eerste huwelijk liep stuk. In 1986 trouwde ze met de countrymuzikant Keith Whitley, die onder contract stond bij RCA Records. Midden 1989 overleed Whitley aan een alcoholvergiftiging. Haar privéleven werd verder bepaald door turbulenties. Begin 1992 vroeg ze een privé faillissement aan. Bovendien had ze ernstige gezondheidsklachten. Kort na haar derde huwelijk moest haar baarmoeder worden verwijderd. Weinig later zorgde ze met haar relatie met de quarterback van de Dallas Cowboys voor opzien. In 1997 trouwde ze met de tien jaar jongere muzikant Jon Randall. Het huwelijk werd twee jaar later weer ontbonden. Het met Randall geproduceerde duet By My Side kon zich plaatsen in de top 20. In 2001 trouwde Morgan met haar countrycollega Sammy Kershaw. Ook dit huwelijk was verre van gelukkig. Er waren publiekelijk plaatshebbende ruzies en wederzijdse aangiften. Een scheidingsverzoek werd weer teruggetrokken. In de herfst van 2008 maakte ze bekend, in financiële problemen te zijn en een privé-faillissement te moeten aanvragen, omdat ze miljoenenschulden niet meer kon inlossen. Op 15 september 2010 trouwde ze met haar zesde echtgenoot Randy White, een voormalig bekend footballspeler.

## Discografie

### Albums
RCA Records
- 1989:	Leave The Light On
- 1991:	Something In Red
- 2001:	I Finally Found Someone (met Sammy Kershaw)

BNA Records
- 1992:	Watch Me
- 1993:	Merry Christmas From London
- 1994:	War Paint
- 1996:	Greater Need
- 1997:	Shakin' Things Up
- 1998:	Secret Love
- 1999:	My Heart

Image Records
- 2002:	The Color Of Roses (live)
- 2004:	Show Me How

Cbuj Ent
- 2006:	Making Love for the First Time
- 2006:	Two People in Love

Country Crossing
- 2009:	A Moment in Time

### Compilaties
BNA Records
- 1991:	Classics (vroege opnamen 1979–1984)
- 1995:	Greatest Hits
- 1998:	Essential Lorrie Morgan
- 1999:	Girls Nights Out (met Martina McBride, Sara Evans en Mindy McCready)
- 2000:	To Get to You: Greatest Hits Collection

### VHS-video
- 1991:	Something in Red

### DVD-video
- 2002:	Colour of Roses
- 2004:	Video Hits

- Bibliothèque nationale de France: cb139625754 (data)
- Gemeinsame Normdatei: 120392941
- International Standard Name Identifier: 0000 0000 7839 4688
- Library of Congress Control Number: n92009814
- MusicBrainz: 5f2dc270-3205-4aef-a8ea-119fb8b87294
- Nationale Bibliotheek van Tsjechië: xx0160468
- Nederlandse Thesaurus van Auteursnamen: 243217900
- SNAC: w6t72fkf
- Virtual International Authority File: 59275947
- WorldCat: E39PBJmHJGqVJfVJR4bG7rBHG3